# South Daytona
South Daytona város az USA Florida államában, Volusia megyében. Lakosainak száma 12 865 fő (2020. április 1.).

## Népesség
A település népességének változása:

| 2010 | 12 252 |
| 2020 | 12 865 |